# Dmitri Pusanow
Dmitri Pusanow (russisch Дмитрий Пузанов; * 23. Oktober 1982) ist ein russischer Radrennfahrer.
Dmitri Pusanow wurde 2007 zweimal Etappendritter beim Grand Prix of Sochi. Im nächsten Jahr konnte er beim Grand Prix of Sochi die zweite Etappe für sich entscheiden und in der Gesamtwertung belegte er den dritten Platz. Bei der Volta a Galicia wurde er dreimal Etappendritter und belegte auch am Ende in der Gesamtwertung den dritten Platz. 